# Dynon Avionics
Dynon Avionics je ameriško podjetje, ki proizvaja avioniko za eksperimentalna, doma zgrajena, ultralahka in športna letala.
Produkti:
- SkyView
- SkyView Touch
- EFIS (D6/D60/D10A/D100)
- FlightDEK D180
- Transponderji
- Avtopiloti
- COM radio
- ADS-B sprejemnikiinstalled.